# Андерсон, Абрахам

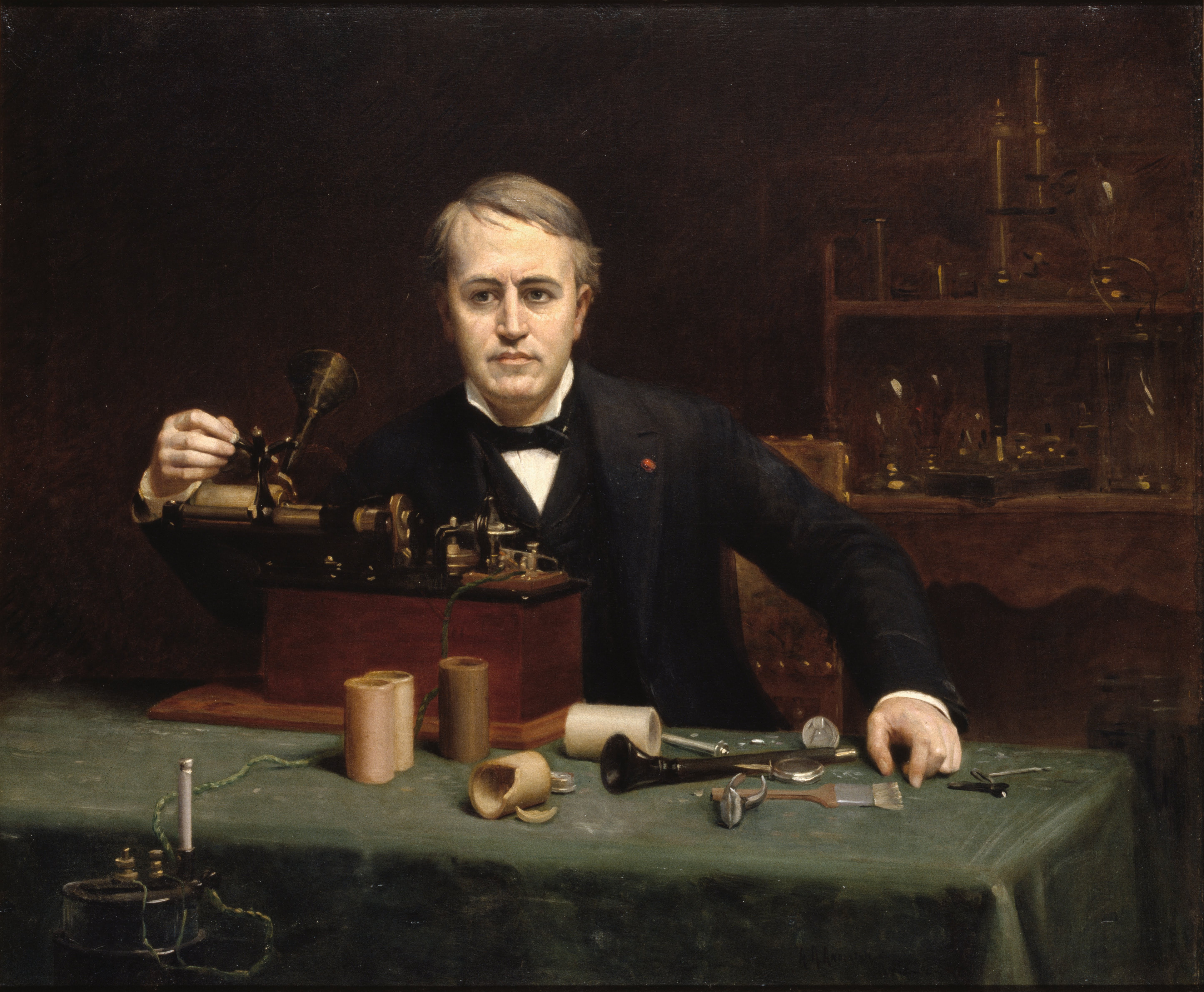
Абрахам Андерсон, портрет Томаса Эдисона, 1890 год.

Абрахам Андерсон (англ. Abraham Archibald Anderson; 1847—1940) — американский художник и филантроп.

## Биография
Родился в 1847 году в штате Нью-Джерси, происходил из семьи голландской реформатской церкви, в которой было десять детей. Отец — преподобный Уильям Андерсон (англ. William Anderson, 1814—1887), мать — Сара Луиза Райерсон (англ. Sarah Louise Ryerson, 1818—1907).
Первоначально был бизнесменом, но решил начать карьеру художника. В середине 1870-х годов изучал искусство в Париже: сначала у Леона Бонна, затем у Александра Кабанеля, Фернана Кормона и Огюста Родена. Заработал репутацию портретиста. В 1890 году Андерсон организовал Ассоциацию американских художников в Париже, которая занималась помощью американским студентам-художникам в Европе. Он был ее президентом до 1912 года, ассоциация просуществовала до 1932 года. Был членом Американского общества акварелистов.
В 1900 году в Нью-Йорке с помощью Андерсона было введено в эксплуатацию 10-этажное здание Bryant Park Studios, архитектором которого был Charles Alonzo Rich. В этом здании, расположенном на южной стороне Брайант-парка, находились студии художников, имеющие высокие потолки и большие окна. Люкс-студия Андерсона находилась на верхнем этаже до конца его жизни. Среди арендаторов студий были такие художники, как Джон Лафарж, Фредерик Чёрч, Уинслоу Хомер, Огастес Сент-Годенс и Уильям Чейз. Здание существует и в настоящее время.
Андерсон купил землю на северо-западе штата Вайоминг и построил там ранчо Palette Ranch. Здесь он лично разработал проект охотничьего домика Pahaska Tepee для американского военного и охотника на бизонов Буффало Билла и собственного домика Anderson Lodge. Впоследствии дом Андерсона стал штаб-квартирой лесного заповедника Yellowstone National Forest (в 1902 году); президент США Теодор Рузвельт назвал Андерсона первым специальным смотрителем лесных запасов (англ. Special Superintendent of Forest Reserves). Абрахам Андерсон сыграл значительную роль в сохранении и развитии природы региона Йеллоустон. В 1933 году он опубликовал автобиографию «Experiences and Impressions».
Интересно, что Андерсон был покровителем авиации в первые годы её появления. Он получил лицензию пилота после Первой мировой войны, и в 1930 году был известен как «Полковник Андерсон, авиатор».
Умер в 1940 году.
15 июня 1877 года женился на Элизабет Милбэнк — американской общественной деятельнице. Его дочь Элеонора создала в 1921 году медицинский центр Judson Health Center — один из первых Нью-Йорке общественный центр здоровья.